# Carestia dell'era Tenpo

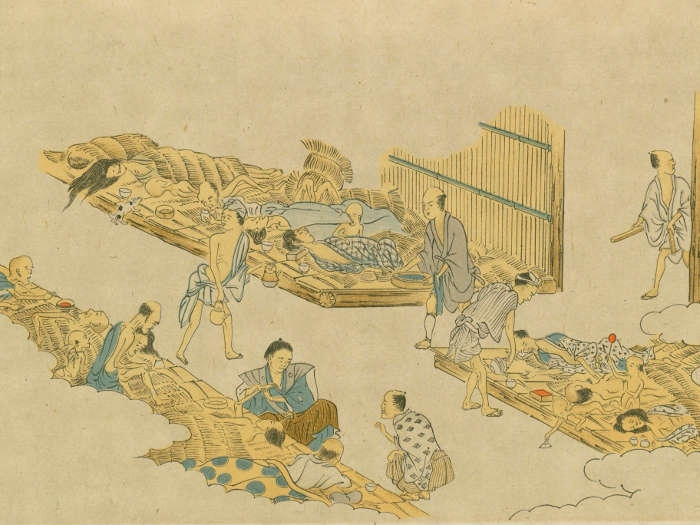
Carestia dell'era Tenpo

La carestia dell'era Tenpo (in lingua giapponese 天保の飢饉, Tenpo no kiken), conosciuta anche come la grande carestia Tenpo (天保の大飢饉, Tenpo no daikiken), fu una carestia che ebbe luogo nell'era Tenpo in Giappone. Si ritiene che sia cominciata nel 1832 o nel 1833, e che durò fino al 1836 o al 1839.
La carestia colpì molto duramente la parte settentrionale dell'isola di Honshū e fu causata dalle inondazioni e da perturbazioni fredde. L'evento causò una rivolta capitanata dal samurai Ōshio Heihachirō, che fu repressa dalle autorità.